# Lorenzo di Niccolò

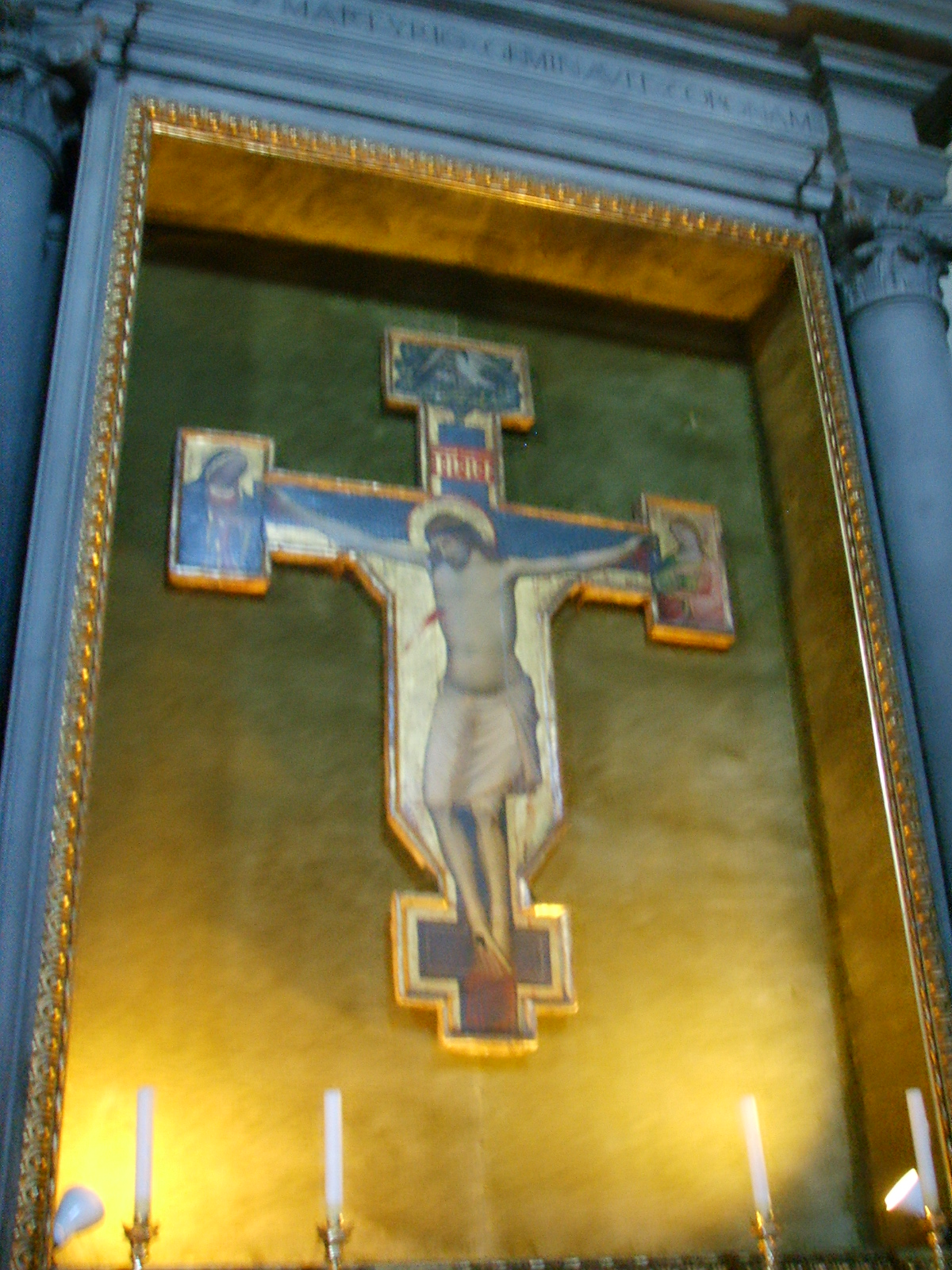
Crocifisso nella Chiesa di San Domenico (Prato)

Lorenzo di Niccolò (Firenze, 1373 circa – 1412 circa) è stato un pittore italiano attivo in Toscana tra il 1392 al 1412. Considerato in passato come figlio di Niccolò Gerini (Lorenzo di Nicolò Gerini), gli studiosi ritengono ormai che questa identificazione sia erronea, dal momento che la sua registrazione nel registro delle tasse di Firenze del 1398 riporta il nome di Lorenzo di Niccolò di Martino.

## Biografia

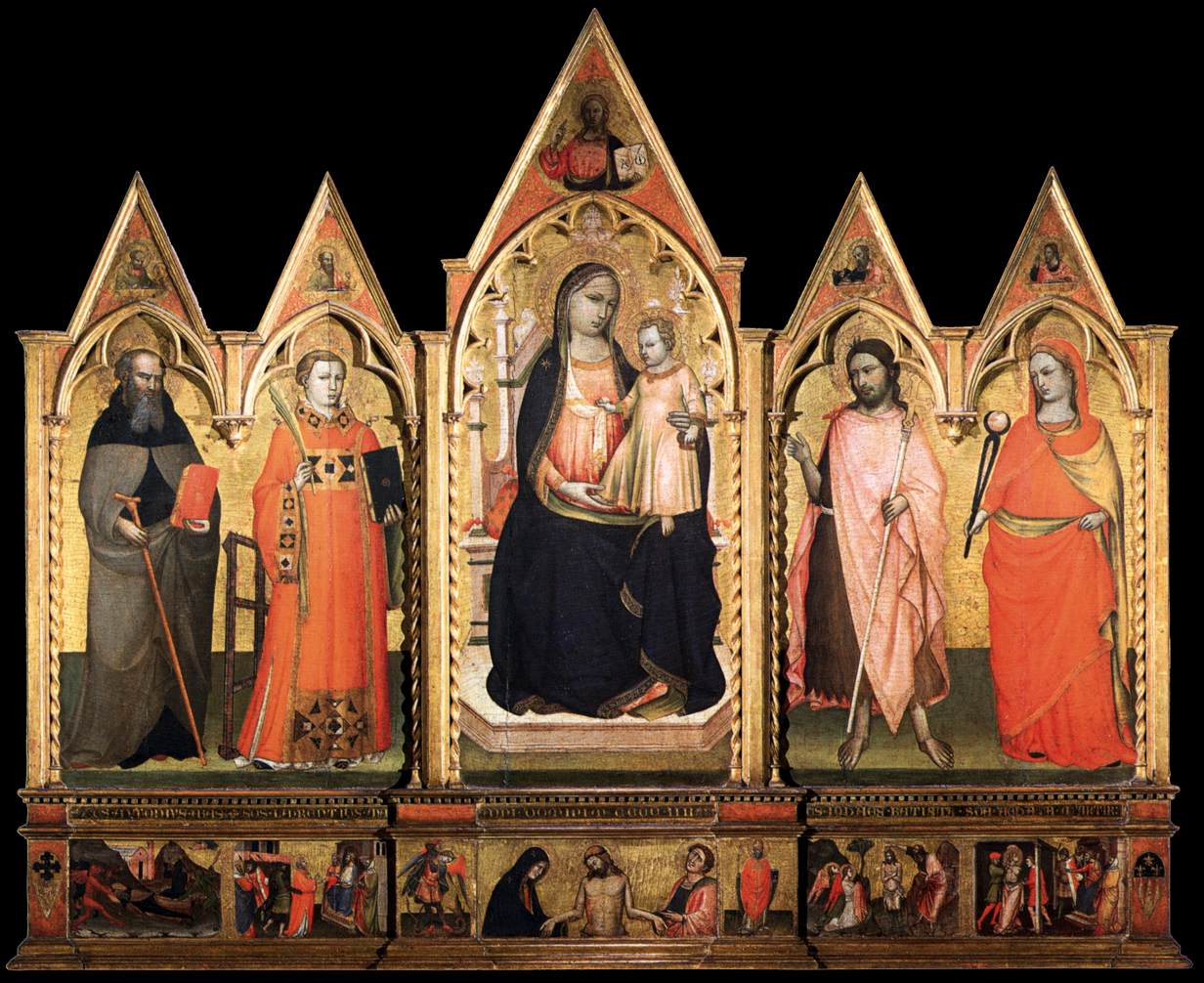
Vergine in trono con santi (1404). Venezia, Collezione Vittorio Cini

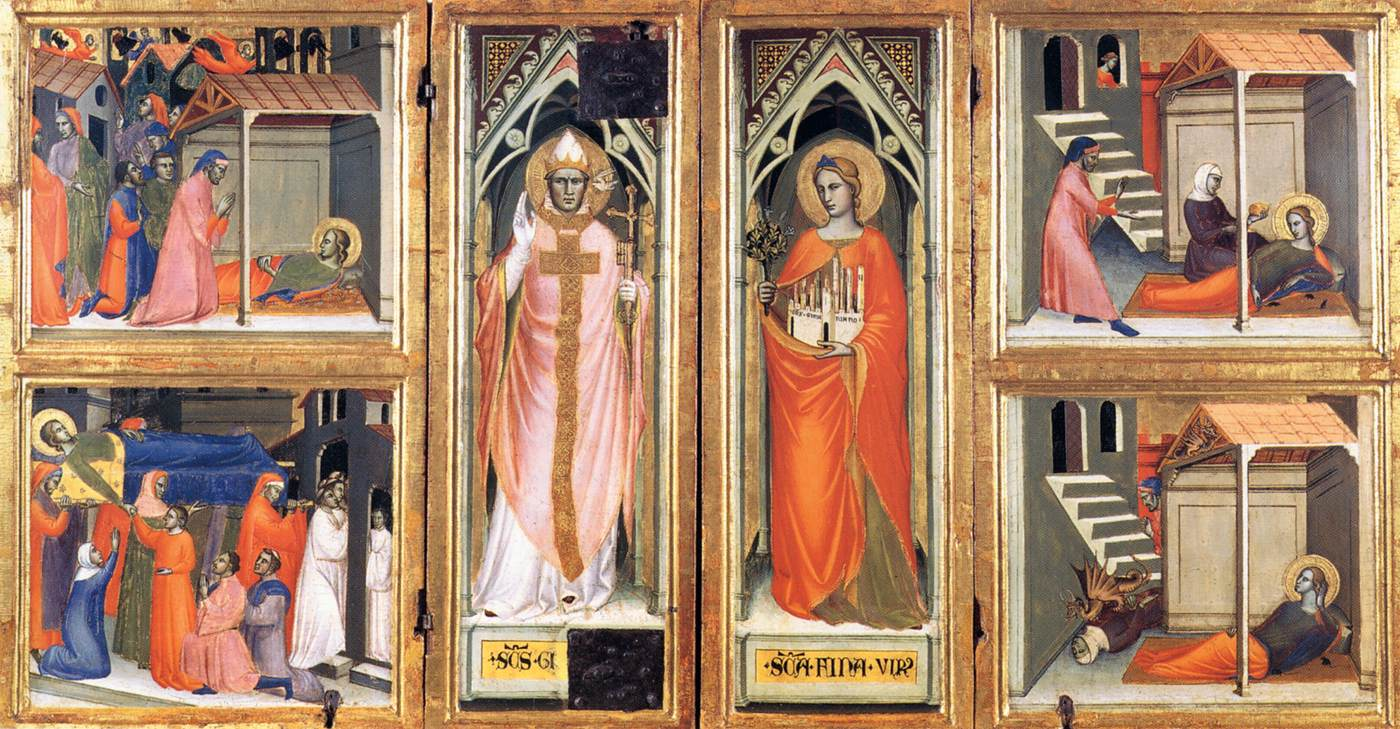
Tavola-reliquiario con Storie di santa Fina

Lorenzo fu quindi allievo (non figlio) di Niccolò di Pietro Gerini, col quale collaborò a Prato nella decorazione della residenza di Francesco di Marco Datini (1392) e negli affreschi della Cappella Migliorati della chiesa di San Francesco.
A partire dal 1401, Lorenzo operò come pittore autonomo. Nelle sue prime opere è ancora evidente la lezione del maestro, del quale ripeteva le formule in maniera piuttosto compassata.
A partire dal 1408 risulta iscritto nelle matricole dell'Arte dei Medici e Speziali e nel 1410 anche alla Compagnia di San Luca. Nella fase matura della sua attività aderì a uno stile più vicino alle forme di Spinello Aretino, rimanendo tuttavia legato ad una committenza secondaria e di "periferia", come attestano le opere conservate che gli vengono attribuite.

## Opere
Considerato che gli estremi cronologici di Lorenzo sono piuttosto limitati, è stato recentemente rivisitato il catalogo delle sue opere che necessariamente deve essere congruo a un'attività artistica durata solo una quindicina d'anni (1395-1412). Pertanto, il nutrito corpus di Berenson è stato ridimensionato e oggi annovera le seguente opere:
- Polittico con l'Incoronazione della Vergine e santi dalla chiesa di Santa Felicita di Firenze (in collaborazione con Spinello Aretino e Niccolò Gerini 1399-1401), Firenze, Galleria dell'Accademia.
- Trittico con San Bartolomeo in trono e storie del santo (firmato e datato 1401), San Gimignano, Museo civico.
- Tavola-reliquiario con San Gregorio, santa Fina e storie di santa Fina (1400-1405), San Gimignano, Museo civico.
- Madonna col Bambino tra i santi Martino e Lorenzo (1402), in San Martino a Terenzano, Fiesole.
- San Clemente e Santa Lucia, frammenti di un polittico, in San Martino a Terenzano, Fiesole.
- Madonna dell'Umiltà, parrocchiale di Cedole, presso Pisa.
- Polittico con l'Incoronazione della Vergine e santi (firmato e datato 1402) per l'altare maggiore di San Marco a Firenze, oggi nella chiesa di San Domenico a Cortona.
- Madonna col Bambino in trono e santi (1404), Venezia, Collezione Vittorio Cini.
- Trittico con Madonna con Bambino e santi, chiesa di San Leonardo in Arcetri, presso Firenze.
- Croce di chiesa di San Domenico a Prato.
- Polittico con l'Incoronazione della Vergine (1408), per la cappella Medici in Santa Croce a Firenze.
- Trittico con la Madonna con Bambino e santi (1412), chiesa di San Lorenzo a Collina appena fuori dall'abitato di Mezzomonte, presso Firenze.
- Madonna con Gesù Bambino detta Madonna dell'Umiltà (fine XIV - inizio XV secolo), conservata al Museo della collegiata di Chianciano Terme.